# Ocyptamus geijskesi
Ocyptamus geijskesi är en tvåvingeart som först beskrevs av Doesburg 1966.  Ocyptamus geijskesi ingår i släktet Ocyptamus och familjen blomflugor.
Artens utbredningsområde är Surinam. Inga underarter finns listade i Catalogue of Life.